# National Geographic Traveler
National Geographic Traveler — печатное издание (журнал), посвященное путешествиям, основное внимание в котором уделяется как подробному разбору популярных среди туристов стран, так и советам по посещению экзотических стран. Новый номер выходит раз в 3 месяца.
Американский журнал издаёт Национальное географическое общество (National Geographic Society) с 1984 года. Кроме того журнал издается в 20 странах, на 10 языках. 
В России журнал выходил с 2005 в издательстве АСТ, позднее закрылся и снова вышел в свет в ИД Sanoma Independent Media с весны 2007 года, вместе с российской версией National Geographic. В АСТ главным редактором журнала был Станислав Кучер. В ИД Sanoma Independent Media журнал возглавил Геннадий Мутасов, потом его сменил Андрей Дубровский. 
В 2008—2016 гг. главным редактором журнала был Александр Железняк. С осени 2016 года журнал возглавляла Ольга Яковина, которая летом 2019 перешла на позицию главного тревел-эксперта. В настоящий момент главный редактор журнала — Иван Васин.

Тираж в России — 110 000 экземпляров.
Журнал вручает ежегодную[уточнить] награду «National Geographic Traveler Awards».